# Исаак Куенка
Хоан Исаак Куенка Лопес (на испански: Joan Isaac Cuenca López) е испански футболист играещ като нападател или крило за ФК Барселона.
Роден е на 21 април 1991 г. в Реус, Тарагона, Каталония.
През 2003 г. когато е само на 12 години, Куенка се присъединява в една от най-добрите школи в света — тази на Барса – Ла Масия.
През юни 2011 г. Исаак се присъединява към Б отбора на каталунците. Малко след това той е извикан от Хосеп Гуардиола в първия състав. Прави дебюта си срещу Хайдук Сплит.